# Iwanków (gmina)
Gmina Iwanków – dawna gmina wiejska funkcjonująca w latach 1941–1944 pod okupacją niemiecką w Polsce. Siedzibą gminy był Iwanków (obecnie Іванків).
Gmina Iwanków została utworzona przez władze hitlerowskie z terenów okupowanych przez ZSRR w latach 1939–1941, zniesionych gmin: Turylcze (w całości - Bereżanka, Gusztynek, Iwanków, Podfilipie, Słobódka Turylecka, Trójca, Turylcze, Wierzbówka i Załucze) i Wołkowce (w całości - Muszkatówka, Słobódka Muszkatowiecka i Wołkowce), należących przed wojną do powiatu borszczowskiego w woj. tarnopolskim. Gmina weszła w skład powiatu czortkowskiego (Kreishauptmannschaft Czortków), należącego do dystryktu Galicja w Generalnym Gubernatorstwie. W skład gminy wchodziły miejscowości: Bereżanka, Gusztynek, Iwanków, Muszkatówka, Podfilipie, Słobódka Muszkatowiecka, Słobódka Turylecka, Trójca, Turylcze, Wierzbówka, Wołkowce ad Borszczów i Załucze.
Po wojnie obszar gminy wszedł w struktury administracyjne ZSRR.